# Morgan De Sanctis
Morgan De Sanctis (* 26. März 1977 in Guardiagrele, Provinz Chieti) ist ein ehemaliger italienischer Fußballspieler, der auf der Position des Torwarts gespielt hat.

## Karriere

### Im Verein
De Sanctis begann seine Profikarriere 1994 in den Abruzzen bei Pescara Calcio in der Serie B. Im Jahr 1997 wechselte er in die Serie A zum Rekordmeister Juventus Turin. Da er dort über die Rolle des Ersatztorhüters aber nicht hinaus kam und in zwei Jahren lediglich drei Einsätze hatte, wechselte er 1999 zu Udinese Calcio. Auch dort konnte er sich zunächst nicht durchzusetzen und blieb zwei Jahre meist auf der Ersatzbank. Erst 2001 wurde er Stammtorhüter.
Im Sommer 2007 wechselte De Sanctis zum spanischen Erstligisten FC Sevilla. Dort musste er sich jedoch meist hinter dem ersten Torwart Andrés Palop einreihen. Sevilla verlieh ihn für die Spielzeit 2008/09 an den türkischen Klub Galatasaray Istanbul, mit dem er Türkischer Supercupsieger wurde. Im Juni 2009 unterschrieb er einen Dreijahresvertrag beim SSC Neapel.
Zur Saison 2013/14 wechselte De Sanctis für eine Ablöse von 500.000 Euro zur AS Rom, bei der er einen Vertrag bis zum 30. Juni 2015 unterschrieb. In den ersten zwei Spielzeiten noch Stammspieler, wurde er in der Saison 2015/16 von Wojciech Szczęsny verdrängt.
Zur Saison 2016/17 wechselte De Sanctis in die französische Ligue 1 zur AS Monaco.

### In der Nationalmannschaft
De Sanctis absolvierte zwischen 1994 und 2000 15 Junioren-Länderspiele für Italien. Im Jahr 2000 wurde er mit der italienischen U-21-Auswahl unter Trainer Marco Tardelli in der Slowakei Europameister.
Nationaltrainer Marcello Lippi berief ihn 2005 erstmals in die italienische A-Nationalmannschaft, für die er beim torlosen Freundschaftsspiel gegen Island am 30. März 2005 als Einwechselspieler debütierte. Für die Fußball-Weltmeisterschaft 2006 nominierte Lippi jedoch Marco Amelia als dritten Torhüter in den Kader. Von Roberto Donadoni, der den nach dem WM-Titel zurückgetretenen Lippi ersetzte, wurde De Sanctis als dritter Torhüter in den Kader der Nationalmannschaft zur Fußball-Europameisterschaft 2008 in Österreich und der Schweiz berufen. Auch bei der WM 2010 in Südafrika war er dritter Torhüter, kam aber wie bei der EM zu keinem Einsatz. Erst über ein Jahr später holte ihn Lippis Nachfolger Cesare Prandelli erneut in den Nationalmannschaftskader für das Freundschaftsspiel am 10. August 2011 gegen Spanien, bei dem De Sanctis jedoch nicht eingesetzt wurde. Bei der EM 2012 gehörte er zum italienischen Aufgebot, blieb aber ohne Einsatz. Das letzte seiner sechs Länderspiele absolvierte De Sanctis in der Qualifikation zur Fußball-Weltmeisterschaft 2014 beim 3:1-Heimsieg gegen Dänemark. Am 27. März 2013 trat er aus der italienischen Nationalmannschaft zurück, nachdem er einen Tag zuvor beim Länderspiel gegen Malta ein letztes Mal im Kader gestanden hatte.

## Erfolge
- Italienischer Supercupsieger: 1997
- Italienischer Meister: 1997/98
- Champions-League-Finalist: 1997/98
- U-21-Europameister: 2000
- Spanischer Supercupsieger: 2007
- Türkischer Supercupsieger: 2008
- Italienischer Pokalsieger: 2011/12
- Vize-Europameister: 2012